# Alp (namn)

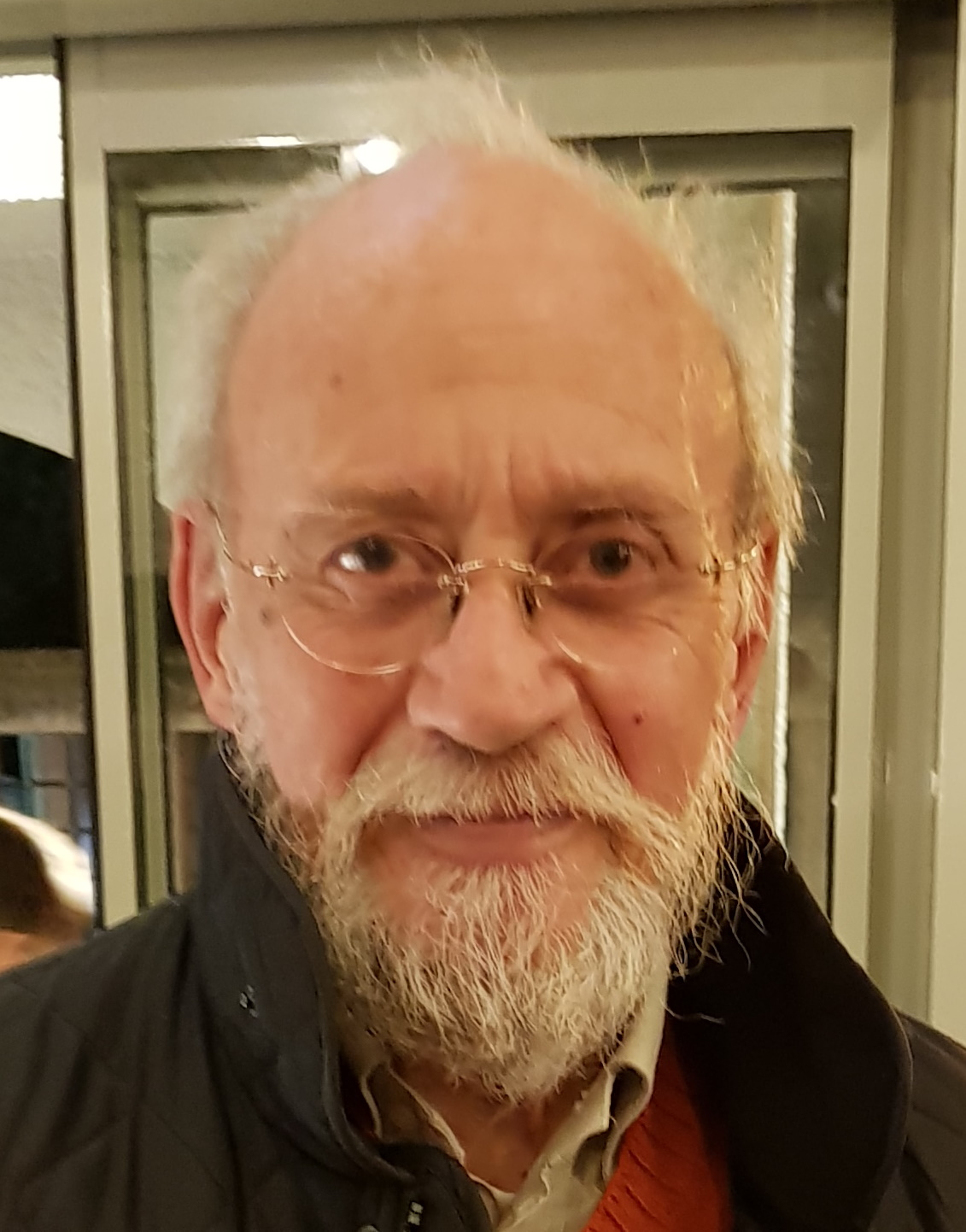
Alp Yalman, 2018.

Alp är ett turkiskt mansnamn med betydelsen "djärv". Det fanns år 2009 35 personer som hade Alp som förnamn i Sverige, varav 20 som tilltalsnamn.

## Personer med namnet
- Alp Arslan (cirka 1030–1072/1073), seldjukturkisk sultan som härskade över Persien